# Harald Eder
Harald Eder, född 25 december 1973, är en österrikisk alpin skidåkare.

## Meriter
- Paralympiska vinterspelen 2006  
  - Silver, Super-G sittande
  - Silver, Slalom sittande